# Regionalna Dyrekcja Lasów Państwowych w Poznaniu
Regionalna Dyrekcja Lasów Państwowych w Poznaniu – jedna z 17 Regionalnych Dyrekcji Lasów Państwowych w Polsce.

## Charakterystyka
W jej skład wchodzi 25 nadleśnictw (Antonin, Babki, Czerniejewo, Gniezno, Góra Śląska, Grodziec, Grodzisk, Jarocin, Karczma Borowa, Kalisz, Koło, Konin, Konstantynowo, Kościan, Krotoszyn, Łopuchówko, Oborniki, Piaski, Pniewy, Przedborów, Sieraków, Syców, Taczanów, Turek, Włoszakowice) i Leśny Ośrodek Szkoleniowy w Puszczykowie.  Zasięg terytorialny RDLP obejmuje środkową i południową część województwa wielkopolskiego oraz niewielkie obszary województw: dolnośląskiego, łódzkiego, lubuskiego i kujawsko-pomorskiego. Na terenie RDLP działa, podległy bezpośrednio Dyrekcji Generalnej Lasów Państwowych Ośrodek Techniki Leśnej w Jarocinie oraz jednostka specjalna, jedyna w kraju – Ośrodek Kultury Leśnej w Gołuchowie.
Zgodnie z przyjętą regionalizacją przyrodniczo-leśną obszar działania RDLP 
(ok. 440 000 ha) zawarty jest w Krainach: Wielkopolsko-Pomorskiej (70%), Mazowiecko-Podlaskiej (20%) i Śląskiej (10%). 
Głównym gatunkiem lasotwórczym jest sosna zwyczajna (77,6%). 
Na ubogich siedliskach sosna tworzy lite drzewostany, na żyźniejszych występuje w zmieszaniu z dębem, brzozą rzadziej z bukiem. 
Przeciętny wiek drzewostanów wynosi 57 lat (w kraju 59), przeciętna zasobność 203 m³ grubizny/ha (w kraju 220), przeciętny przyrost drewna 3,56 m³/ha/rok (w kraju 3,73). 
Lasy, położone na terenie o niskiej lesistości lecz o wysokim poziomie gospodarki rolnej i rozwiniętym przemyśle przetwórczym, odgrywają szczególną, zarówno społeczną jak i produkcyjną rolę.